# Barbados i olympiska sommarspelen 2008
Barbados deltog i de olympiska sommarspelen 2008 i Peking, Kina, med en trupp bestående av åtta deltagare, men ingen av landets deltagare erövrade någon medalj.

## Friidrott
- Huvudartikel: Friidrott vid olympiska sommarspelen 2008

Förkortningar
- Noteringar – Placeringarna avser endast löparens eget heat
- Q = Kvalificerad till nästa omgång
- q = Kvalificerade sig till nästa omgång som den snabbaste idrottaren eller, i fältgrenarna, via placering utan att uppnå kvalgränsen.
- NR = Nationellt rekord
- N/A = Omgången ingick inte i grenen
- Bye = Idrottaren behövde inte delta i denna omgång

Herrar
Bana och landsväg
| Idrottare       | Gren       | Heat     | Heat      | Kvartsfinal | Kvartsfinal | Semifinal        | Semifinal        | Final            | Final            |
| Idrottare       | Gren       | Resultat | Placering | Resultat    | Placering   | Resultat         | Placering        | Resultat         | Placering        |
| --------------- | ---------- | -------- | --------- | ----------- | ----------- | ---------------- | ---------------- | ---------------- | ---------------- |
| Ryan Brathwaite | 110 m häck | 13,38 NR | 2 Q       | 13,44       | 2 Q         | 13,59            | 7                | Gick inte vidare | Gick inte vidare |
| Andrew Hinds    | 100 m      | 10,35    | 5 q       | 10,25       | 5           | Gick inte vidare | Gick inte vidare | Gick inte vidare | Gick inte vidare |

Damer
Bana & landsväg
| Jade Bailey | 100 m | 11,46 | 2 Q | 11,67            | 8                | Gick inte vidare | Gick inte vidare | Gick inte vidare | Gick inte vidare |
| Jade Bailey | 200 m | 23,62 | 7   | Gick inte vidare | Gick inte vidare | Gick inte vidare | Gick inte vidare | Gick inte vidare | Gick inte vidare |

## Segling
Herrar
| Seglare         | Gren  | Lopp | Lopp | Lopp | Lopp | Lopp | Lopp | Lopp | Lopp | Lopp | Lopp | Lopp | Summerad poäng | Finalplacering |
| Seglare         | Gren  | 1    | 2    | 3    | 4    | 5    | 6    | 7    | 8    | 9    | 10   | M*   | Summerad poäng | Finalplacering |
| --------------- | ----- | ---- | ---- | ---- | ---- | ---- | ---- | ---- | ---- | ---- | ---- | ---- | -------------- | -------------- |
| Gregory Douglas | Laser | 41   | 43   | 43   | 34   | 33   | 30   | 40   | 37   | 41   | CAN  | EL   | 299            | 43             |

M = Medaljlopp; EL = Eliminerad – gick inte vidare till medaljloppet;

## Simning
- Huvudartikel: Simning vid olympiska sommarspelen 2008